# Eugenio Montale

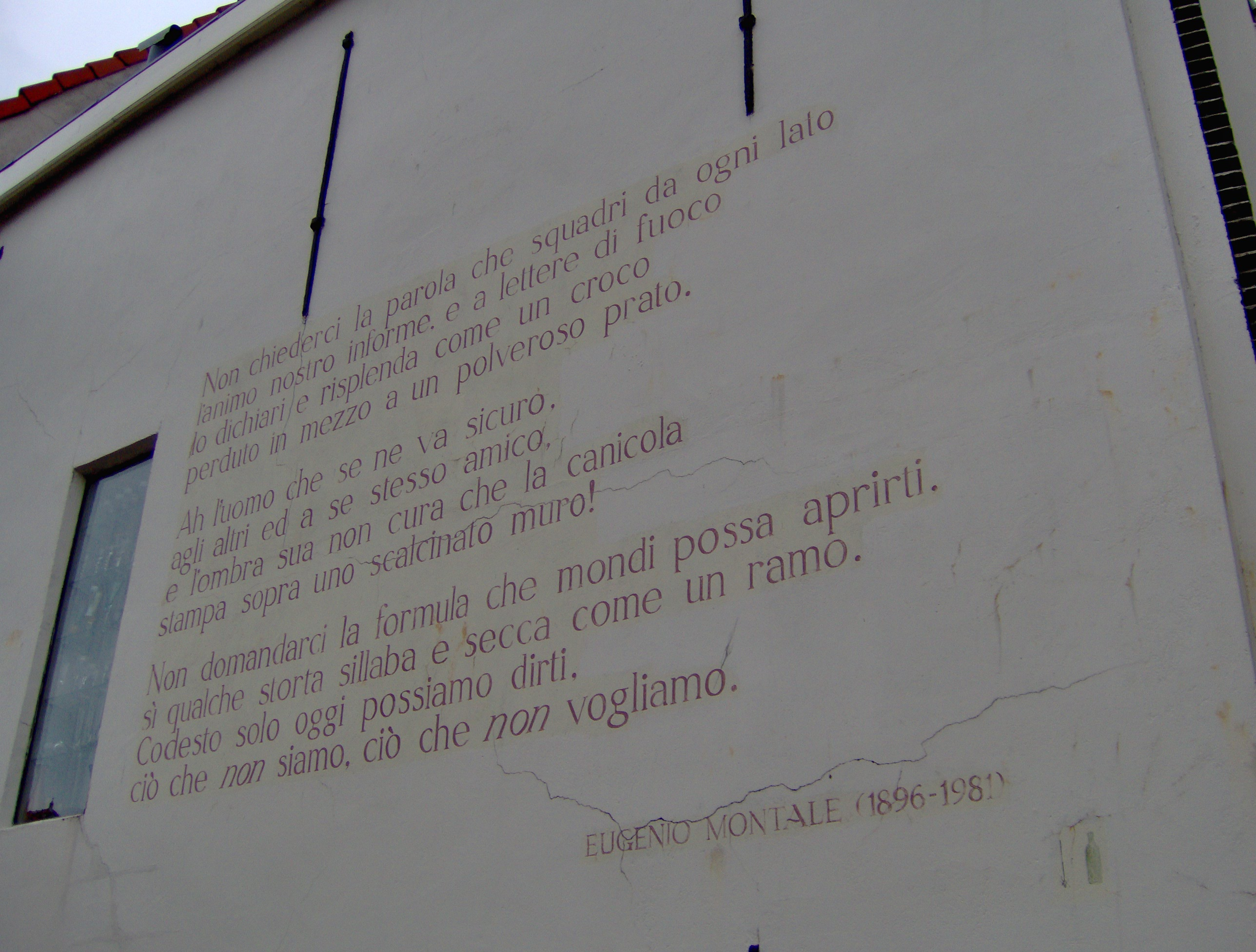
Het gedicht Non chiederci van Montale op een muur op de hoek tussen de Pelikaanstraat en de Oude Rijn te Leiden

Eugenio Montale (Genua, 12 oktober 1896 - Milaan, 12 september 1981) was een Italiaans dichter die gerekend wordt tot de belangrijkste dichters van de twintigste eeuw.

## Biografie
Eugenio Montale is de jongste van zes broers en zussen, uit een familie van handelaren in chemische producten. Hij brengt een groot deel van zijn jeugd door in Genua en Monterosso, gelegen in de Cinque Terre, waar hij een huis liet bouwen. Naast de literatuur en poëzie, is zang een van zijn grote passies.
Na de Eerste Wereldoorlog sluit hij in Genua vriendschappen met verscheidene auteurs, waarvan enkelen tot de literaire anti-fascistische vleugel van de Torinees Piero Gobetti horen. Zij willen een tegenwicht vormen voor het futurisme en het dannunzianisme. In 1925 komt zijn eerste poëziebundel uit, Ossi di seppia, en tekent hij het anti-fascistische manifest van Benedetto Croce. In datzelfde jaar verschijnt in het Milanese tijdschrift L'esame zijn artikel Omaggio a Italo Svevo uit, waarmee hij een beslissende rol speelt in de ontdekking van deze schrijver, die een vriend van hem wordt. In 1926 leert hij vervolgens Umberto Saba kennen en de Amerikaanse dichter Ezra Pound. In 1927 vindt Montale een baan in Florence bij de uitgever Bemporad.
In 1929 wordt Montale benoemd tot directeur van het literair-wetenschappelijk bureau Vieusseux, waar hij in 1938 ontslagen wordt vanwege zijn weigering zich bij de fascistische partij aan te sluiten. In die jaren wordt hij een van de belangrijkste deelnemers aan het plaatselijke intellectuele leven: hij leert de belangrijkste Italiaanse schrijvers van zijn tijd kennen, en zijn interesse voor de Europese cultuur wordt steeds groter.
In de jaren van de Duitse bezetting verdient hij zijn geld met vertaalactiviteiten voor verscheidene tijdschriften. In 1939 komt zijn tweede dichtbundel uit, Le occasioni. In 1943 komt een klein dichtbundeltje of 'plaquette' uit, genaamd Finisterre, dat geschreven is tussen 1940 en 1942, en illegaal naar Zwitserland gesmokkeld werd door Gianfranco Contini. Na de oorlog wordt Montale lid van de Actiepartij, krijgt hij een rol in het Nationaal Bevrijdingscomité (Comitato Nazionale di Liberazione) en richt hij Il mondo op.
Vanaf 1948 ondergaat het leven van Montale grote veranderingen. Hij verhuist naar Milaan waar hij als journalist en literair criticus voor de Corriere della Sera werkt. Daar publiceert hij zowel artikelen met betrekking tot kunst en cultuur, en politiek, als muziekrecensies (in 1981 verschenen in het werk Prime alla Scala), reisverhalen (gepubliceerd in 1969 onder de naam Fuori di Casa), en talrijke korte verhalen waarvan het grootste deel de kern vormt van de bundel Farfalle di Dinard.
In 1956 komt zijn derde dichtbundel uit, La bufera e altro. De gedichten zijn voor het grootste deel in de oorlogs- en de daarop volgende jaren geschreven. In de jaren '50 en '60 wordt Montale als de belangrijkste Italiaanse dichter gezien die nog in leven is. In 1975 ontvangt hij dan ook de Nobelprijs voor Literatuur.
In 1966 publiceert Montale Auto da fé, en in 1973 Trentadue variazioni. Na een lang poëtisch stilzwijgen komt in 1971 Satura, in 1973 Diario del '71 e del '72, en in 1977 Quaderno di quattro anni uit. Uiteindelijk wordt in 1980 zijn hele poëtisch oeuvre gepubliceerd. De laatste jaren van zijn leven brengt hij door in zijn appartement in Milaan waar hij in 1981 overlijdt.

## Ossi di seppia (1925)
In 1925, op een voor de Italiaanse geschiedenis kritisch moment, komt de dichtbundel Ossi di seppia uit. De titel laat zich in het Nederlands zowel met 'inktvisbeenderen' als met 'zeeschuim' vertalen. In de dichtbundel zijn weinig directe sporen te vinden van de historische tijd en de oorlog. Montales voornemen is dan ook om een beeld te geven van 'de toestand van de mens' in het algemeen. Dit doet hij door zich boven de verschillende intellectuele en ideologische stromingen te plaatsen. Het gedicht 'Non chiederci la parola...' is echter als een van de bekendste anti-fascistische gedichten van het interbellum gaan gelden, 'de weeklacht van een monddood gemaakte intellectueel die zich geconfronteerd ziet met het triomferende staccato van een fascistisch taalspel'. De definitieve editie van Ossi di seppia komt uit in 1928, waarin zes nieuwe gedichten worden opgenomen.
Een van de kernthema's is de afstand die de mens scheidt van de historische werkelijkheid en die van de natuur. Met zijn poëzie wil Montale de schijnwerkelijkheid van het masker dat de werkelijkheid verbergt breken, en doordringen tot 'de naakte werkelijkheid der materie' (l'essenza nuda delle cose).
In Ossi di seppia is het Ligurische landschap, met zijn kale rotsen, metafoor voor het huidige verstikkende bestaan van de mens, dat als pijnlijk wordt ervaren (Il male di vivere). Montale gebruikt banale, dagelijkse, soms de kleinste voorwerpen als equivalent van de emoties en het menselijk bestaan.

## Gedicht
In een 'Italiaanse tuin'

De oude schildpad loopt moeilijk, wiebelt 

omdat ze ooit een stuk voorpoot verloor. 

Als een groene mantel in beweging komt 

is zij het die onzichtbaar door geometrische klaverperken wandelt 

en weerkeert naar haar hol. 

Sinds hoeveel jaar? Hierover blijven tuinman en eigenaar 

in het ongewisse. 

Een halve eeuw al of meer. Of we moeten terug 

naar de tijd van generaal Pelloux... 

Zij kent geen leeftijd: Alle verminkingen 

zijn nieuw. 

Antella 3-6-1972 (Uit: 'De roos in de kermistent' Kwadraat, Vianen, 1984, p. 175)

## Werken
- Ossi di seppia (De beenderen van de inktvis) (1925) (In het Nederlands vertaald als Zeekatskeletten, uitgeverij IJzer, 2025)
- Le occasioni (De gelegenheden) (1939)
- Finisterre (Het einde van de wereld) (1943) (In het Nederlands vertaald als Finisterre, uitgeverij Koppernik, 2017)
- Quaderno di traduzioni (Vertaalschrift) (1948)
- La bufera e altro (De stormwind etc.) (1956)
- Farfalla di Dinard (De vlinder van Dinard) (1956)
- Xenia (1966)
- Auto da fé (Autodafe) (1966)
- Fuori di casa (Buitenshuis) (1969)
- Satura (1971)
- Diario del '71 e del '72 (Dagboek over '71 en over '72) (1973)
- Sulla poesia (Over de poëzie) (1976)
- Quaderno di quattro anni (Notities over vier jaren) (1977)

- Bibsys: 90079115
- Biblioteca Nacional de España: XX964620
- Bibliothèque nationale de France: cb11916604j (data)
- Catàleg d'autoritats de noms i títols de Catalunya: 981058508846106706
- CiNii: DA03676822
- Digitale Bibliotheek voor de Nederlandse Letteren: mont105
- Gemeinsame Normdatei: 118583581
- International Standard Name Identifier: 0000 0001 0915 1532
- Library of Congress Control Number: n79021712
- Nationale Bibliotheek van Letland: 000096779
- MusicBrainz: 1d8bd888-74ff-4c81-9d21-36573773321b
- Nationale Bibliotheek van Tsjechië: jn20000604067
- Nationale bibliotheek van Australië: 35456989
- Nationale Bibliotheek van Israël: 987007265690205171
- Nationale Bibliotheek van Polen: a0000001181762
- Nationale en Universitaire bibliotheek Zagreb: 000028362
- Nederlandse Thesaurus van Auteursnamen: 068493991
- Istituto Centrale per il Catalogo Unico: CFIV009383
- LIBRIS: 217715
- SNAC: w65723mv
- Système universitaire de documentation: 027035603
- Trove: 959489
- Virtual International Authority File: 73857542
- WorldCat: E39PBJp9tHQ6PVdXRqc7qkGyh3

1901: Prudhomme ·
1902: Mommsen ·
1903: Bjørnson ·
1904: Mistral, Echegaray ·
1905: Sienkiewicz ·
1906: Carducci ·
1907: Kipling ·
1908: Eucken ·
1909: Lagerlöf ·
1910: Heyse ·
1911: Maeterlinck ·
1912: Hauptmann ·
1913: Tagore ·
1915: Rolland ·
1916: Heidenstam ·
1917: Gjellerup, Pontoppidan ·
1919: Spitteler ·
1920: Hamsun ·
1921: France ·
1922: Benavente ·
1923: Yeats ·
1924: Reymont ·
1925: Shaw ·
1926: Deledda ·
1927: Bergson ·
1928: Undset ·
1929: Mann ·
1930: Lewis ·
1931: Karlfeldt ·
1932: Galsworthy ·
1933: Boenin ·
1934: Pirandello ·
1936: O'Neill ·
1937: Gard ·
1938: Buck ·
1939: Sillanpää ·
1944: Jensen ·
1945: Mistral ·
1946: Hesse ·
1947: Gide ·
1948: Eliot ·
1949: Faulkner ·
1950: Russell ·
1951: Lagerkvist ·
1952: Mauriac ·
1953: Churchill ·
1954: Hemingway ·
1955: Laxness ·
1956: Jiménez ·
1957: Camus ·
1958: Pasternak ·
1959: Quasimodo ·
1960: Perse ·
1961: Andrić ·
1962: Steinbeck ·
1963: Seferis ·
1964: Sartre (geweigerd) ·
1965: Sjolochov ·
1966: Agnon, Sachs ·
1967: Asturias ·
1968: Kawabata ·
1969: Beckett ·
1970: Solzjenitsyn ·
1971: Neruda ·
1972: Böll ·
1973: White ·
1974: Johnson, Martinson ·
1975: Montale ·
1976: Bellow ·
1977: Aleixandre ·
1978: Singer ·
1979: Elýtis ·
1980: Miłosz ·
1981: Canetti ·
1982: García Márquez ·
1983: Golding ·
1984: Seifert ·
1985: Simon ·
1986: Soyinka ·
1987: Brodsky ·
1988: Mahfoez ·
1989: Cela ·
1990: Paz ·
1991: Gordimer ·
1992: Walcott ·
1993: Morrison ·
1994: Oë ·
1995: Heaney ·
1996: Szymborska ·
1997: Fo ·
1998: Saramago ·
1999: Grass ·
2000: Gao ·
2001: Naipaul ·
2002: Kertész ·
2003: Coetzee ·
2004: Jelinek ·
2005: Pinter ·
2006: Pamuk ·
2007: Lessing ·
2008: Le Clézio ·
2009: Müller ·
2010: Vargas Llosa ·
2011: Tranströmer ·
2012: Mo ·
2013: Munro ·
2014: Modiano ·
2015: Aleksijevitsj ·
2016: Dylan ·
2017: Ishiguro ·
2018: Tokarczuk ·
2019: Handke ·
2020: Glück ·
2021: Gurnah ·
2022: Ernaux ·
2023: Fosse ·
2024: Kang ·